# Лукевиц, Эдмунд Янович
Эдмунд Лукевиц (латыш. Edmunds Lukevics; в СССР Эдмунд Янович Лукевиц, 14 декабря 1936, Лиепая — 21 ноября 2009, Рига) — советский и латвийский химик. Академик Академии наук Латвии (1987) и Нью-Йоркской АН (1993). Директор Института органического синтеза Латвии (1982—2003). Доктор химических наук.

## Биография
Родился 14 декабря 1936 года в Лиепае. В 1953 году окончил Лиепайскую среднюю школу №1, после чего поступил на химический факультет Латвийского государственного университета. После окончания обучения в университете в 1958 году получил распределение в Институт органического синтеза (ИОС) АН ЛССР, где впоследствии трудился до конца своей жизни: младший научный сотрудник (1958—1967), старший научный сотрудник (1968—1970), заведующий лабораторией металлорганической химии (1970—2009), заместитель директор ИОС (1980—1982) и директор ИОС (1982—2003).
В 1966 году защитил диссертацию на соискание учёной степени кандидата химических наук по теме «Кремнеорганические производные фурана», а в 1973 году защитил диссертацию на соискание степени доктора химических наук по теме «Исследования в области биологически активных кремнеорганических соединений».
В 1982 году был избран членом-корреспондентом Академии наук Латвийской ССР, а в 1987 году стал действительным членом АН ЛССР.
Увлекался восхождением в горы в 1959—1989 годах (Кавказ, Таджикистан, Камчатка, Алтай, Памир, Тянь-Шань). Самая высокая точка — 4600 метров.
Также играл в баскетбол в сениорской лиге.
Скончался 21 ноября 2009 года, похоронен на семейном кладбище в Скривери.

## Научная деятельность
К областям научных интересов Э. Лукевица относились металлоорганические соединения, гетероциклические соединения и биологическая активность органических соединений. Основная научная деятельность была в таких сферах как:

- синтез новых β-лактамов с антираковыми свойствами;
- синтез и исследование свойств биологически активных кремний- и германийорганических соединений;
- синтез и исследование свойств пента- и гексакоординированных кремний- и германийорганических соединений;
- исследование гидросилилирования и гидрогермилирования;
- внедрение методов синтеза и исследования химических свойств кремний- и германийорганических производных фурана, тиофена и азотсодержащих гетероциклических соединений.

Автор свыше 2000 научных публикаций и патентов. Автор множества монографий. Под его руководством были защищены 33 диссертации. На рубеже XX и XXI вв. Эдмунд Лукевиц был самым цитируемым латвийским ученым.
В 1985—2009 годах был главным редактором научного журнала «Химия гетероциклических соединений», который издаёт ИОС.
«В его лаборатории силильный метод тонкого органического синтеза был применён для уточнения технологии противоопухолевого препарата фторафур — детища академика Гиллера. Другой пример: известно, что в молекулярной структуре полусинтетических пенициллинов есть фрагмент, который легко разрушается. А если заменить его кремниевой структурой, то получаются более устойчивые лекарства с усиленным лечебным эффектом. Таков гексациллин. Силильным (кремниевым) синтезом создан фунгицид (противогрибковый препарат) в десять раз менее токсичный, чем давно известный нистатин», — писала об академике латвийская журналистка С.Ильичёва.

## Награды
- Лауреат премий Президиума АН Латвийской ССР и Латвийской республики (1971, 1973, 1977, 1981, 1982, 1985, 1987, 1989, 1992)
- Лауреат государственных премий Латвийской ССР (1974, 1989)
- Лауреат премии Г. Ванага АН ЛССР (1986)
- Медаль академика С. Гиллера (1990)
- Медаль Г. Ванага (1991)
- Большая медаль АН Латвии (1996)
- Серебряная медаль Миланского университета (1996)
- Почётный знак Ордена Трёх звёзд I степени (1997)
- Медаль П. Вальдена РТУ (2000)
- Лауреат премии Кабинета Министров Латвии (2004)

## Основные труды
- Лукевиц Э. Я., Воронков М. Г. Гидросилилирование, гидрогермилирование, гидростаннилирование. — Рига: Изд-во АН Латв. ССР, 1964. — 371 с.
- Lukevits E. J., Voronkov M. G. Organic Insertion Reactions of Group IV Elements. — New York: Consultants Bureau, 1966. — 413 p.
- Борисов С. Н., Воронков М. Г., Лукевиц Э. Я. Кремнеэлементорганические соединения. Производные неорганогенов. — Л.: Химия, 1966. — 542 с.
- Борисов С. Н., Воронков М. Г., Лукевиц Э. Я. Кремнеорганические производные фосфора и серы. — Л.: Химия, 1968. — 292 с.
- Borisov S. N., Lukevits E. J., Voronkov M. G. Organosilicon Heteropolymers and Heterocompounds. — New York: Plenum Press, 1970. — 633 p.
- Воронков М. Г., Зелчан Г. И., Лукевиц Э. Я. Кремний и жизнь. Биохимия, токсикология и фармакология соединений кремния. —Изд. 2-е, перераб. и доп. — Рига: Зинатне, 1978. — 588 с.
- Лукевиц Э. Я., Зелмене З. Я. Биологическая активность соединений кремния : Указ. лит. 1976-1982 г.г. — Рига: ИОС АН Латв. ССР, 1984. — 301 с.
- Лукевиц Э. Я., Заблоцкая А. Е. Силильный метод синтеза нуклеозидов. — Рига: Зинатне, 1985. — 440 c.
- Лукевиц Э. Я.,	Пудова О. А., Стуркович Р. Я. Молекулярная структура кремнийорганических соединений. — Рига: Зинатне, 1988. — 295 с.
- Лукевиц Э. Я., Гар Т. К., Игнатович Л. М., Миронов В. Ф. Биологическая активность соединений германия. — Рига: Зинатне, 1990. — 191 с.
- Пухнаревич В. Б., Лукевиц Э. Я., Копылова Л. И., Воронков М. Г. Перспективы гидросилилирования. — Рига: ИОС АН Латв. ССР, 1992. — 383 с.

1. ↑  Всесильный кремний // Советская Латвия : газета. — 1980. — 25 марта. — С. 3.